# Chiesa di Santa Maria delle Penitenti
La chiesa di Santa Maria delle Penitenti è un edificio religioso della città di Venezia, situato nel sestiere di Cannaregio e affacciato sul canale di Cannaregio.

## Storia
Costruita nell'anno 1706 per la pietà del prete dell'Oratorio Rinaldo Bellini, e per la liberalità di Marina da Leze, del patriarca Giovanni Badoaro e del sacerdote Paolo Contarini, a soccorso di donne traviate, e poi pentite.

Il fine istituzionale del complesso della chiesa e dell'Ospizio di Santa Maria delle Penitenti ad essa collegato, era quello di ricoverare le prostitute che si fossero ravvedute e altre donne che avessero dato pubblico scandalo e avessero bisogno di essere aiutate, impiegandole in un lavoro onesto.

## Descrizione
Nel 1725 circa, iniziò la costruzione del pio loco nelle forme attuali, sulla base del progetto che venne predisposto da Giorgio Massari, che ne diresse anche la realizzazione. Il modello di riferimento fu quello della chiesa delle Zitelle alla Giudecca: la chiesa al centro fra le due ali dell'ospizio, i cui corpi di fabbrica si estendono lungo la fondamenta e all'interno intorno ai chiostri (di cui uno soltanto è stato però portato a compimento).
La chiesa venne aperta al pubblico nel 1744 anche se la sua effettiva consacrazione, per mano di Lorenzo da Ponte, avvenne solo quasi vent’anni dopo, nel 1763 quando ormai fu chiaro che lo stato dell’edificio, con la facciata rimasta incompiuta a causa della carenza dei mezzi finanziari, poteva dirsi ormai definitivo.
A decorare l’edificio fu chiamato il pittore Jacopo Marieschi che dipinse 
la Madonna e san Lorenzo Giustiniani in gloria e la Santissima Trinità (1743), un tempo collocate sul soffitto e oggi conservate a palazzo Contarini del Bovolo, e la pala dell’altare maggiore con la Madonna con il Bambino e i santi Lorenzo Giustiniani, Margherita da Cortona, Maria Maddalena, Domenico e Rosa da Lima (1744).